# جون إل. هيس
جون إل. هيس (بالإنجليزية: John L. Hess)‏ هو صحفي وناقد الطعام أمريكي، ولد في 27 ديسمبر 1917 في نيويورك في الولايات المتحدة، وتوفي في 21 يناير 2005.